# Grus grus
La gru cenerina o gru eurasiatica (Grus grus Linneo, 1758) è un uccello che appartiene alla famiglia Gruidae.

## Descrizione
Questa gru è alta circa 120 cm e può pesare fino a 7 kg. L'apertura alare è di 180–240 cm. Come dice il nome, il colore prevalente nel piumaggio della gru cenerina è il grigio, con il collo bianco e nero e una macchia rossa sulla testa. La coda è a pennacchio.

## Distribuzione e habitat
areale estivo
     areale invernale
Questo uccello nidifica nelle parti settentrionali dell'Europa (Scandinavia, Germania, Polonia, paesi ex-sovietici, Gran Bretagna, Irlanda) e dell'Asia (fino alla Siberia orientale, a nord della linea Caspio-Tibet), nonché nella regione anatolica. Si stimano circa 500.000 esemplari, in aumento.In Italia l'ultima nidificazione viene fatta risalire al 1920 circa.
La gru è uccello migratore (con l'eccezione di alcune aree molto particolari), capace di percorrere lunghissime distanze con i classici stormi a V. Le aree di svernamento si estendono, in modo frammentato, dalla Cina meridionale fino al bacino del Nilo e a tutta la regione mediterranea (compresi il Nordafrica e la Penisola Iberica). Anche in Italia ci sono gru svernanti, in particolare nei dintorni di Pisa e in Sicilia, mentre gli avvistamenti invernali di gru (sia svernanti che di passo) sono attualmente intorno a 1500 all'anno, in crescita e distribuiti in tutte le regioni. Negli ultimi anni sono stati avvistati anche in Italia stormi che, secondo alcune stime, sarebbero stati composti di oltre 1000 individui.

## Galleria d'immagini

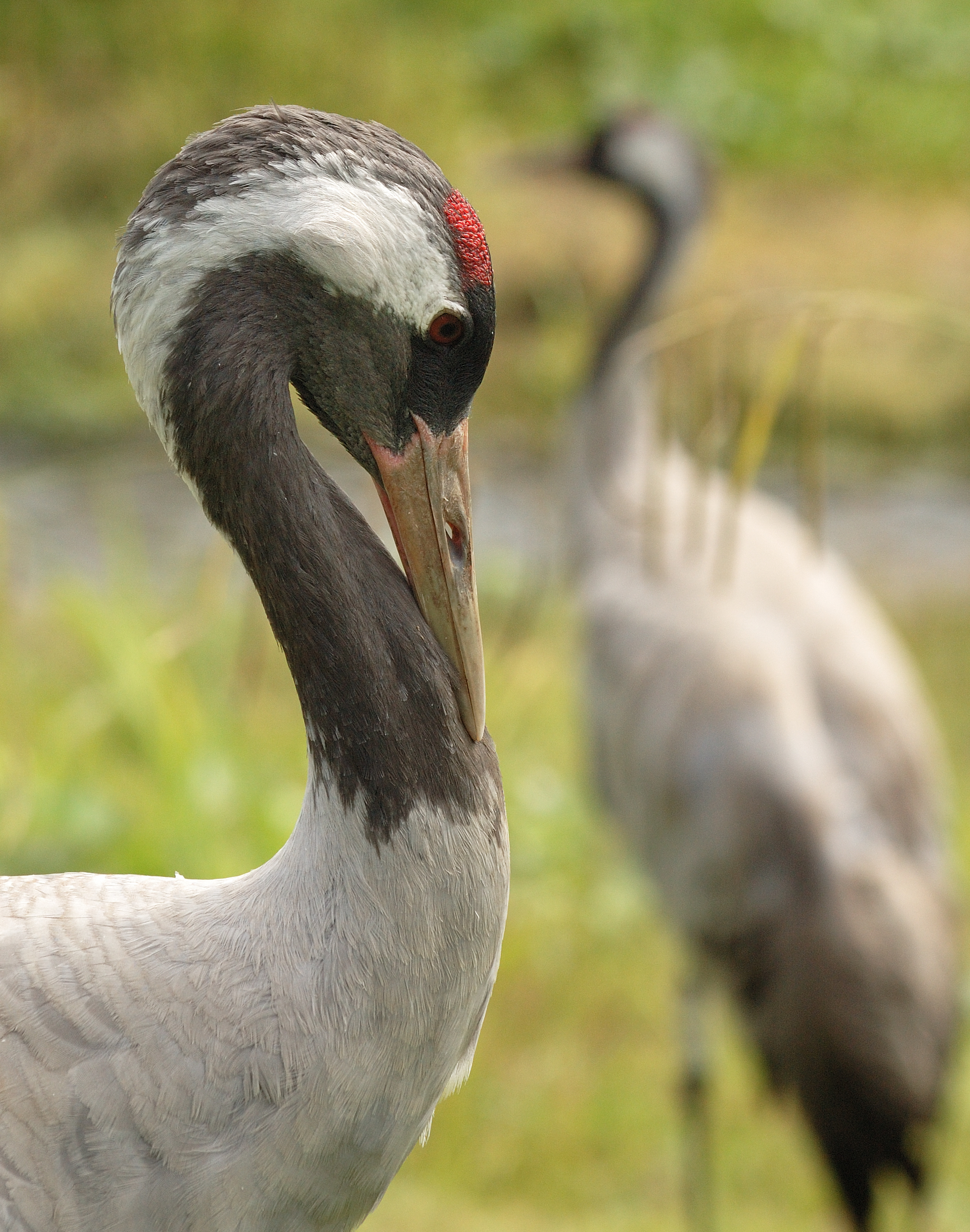
La testa di una Grus grus
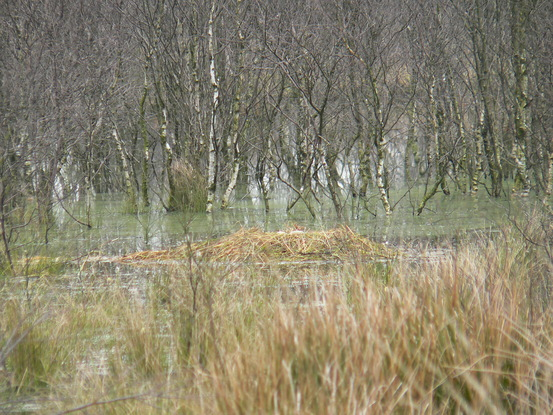
Nido di Grus grus
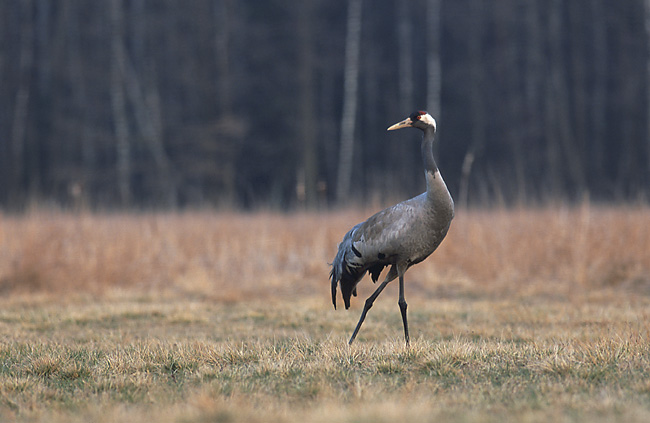
Grus grus
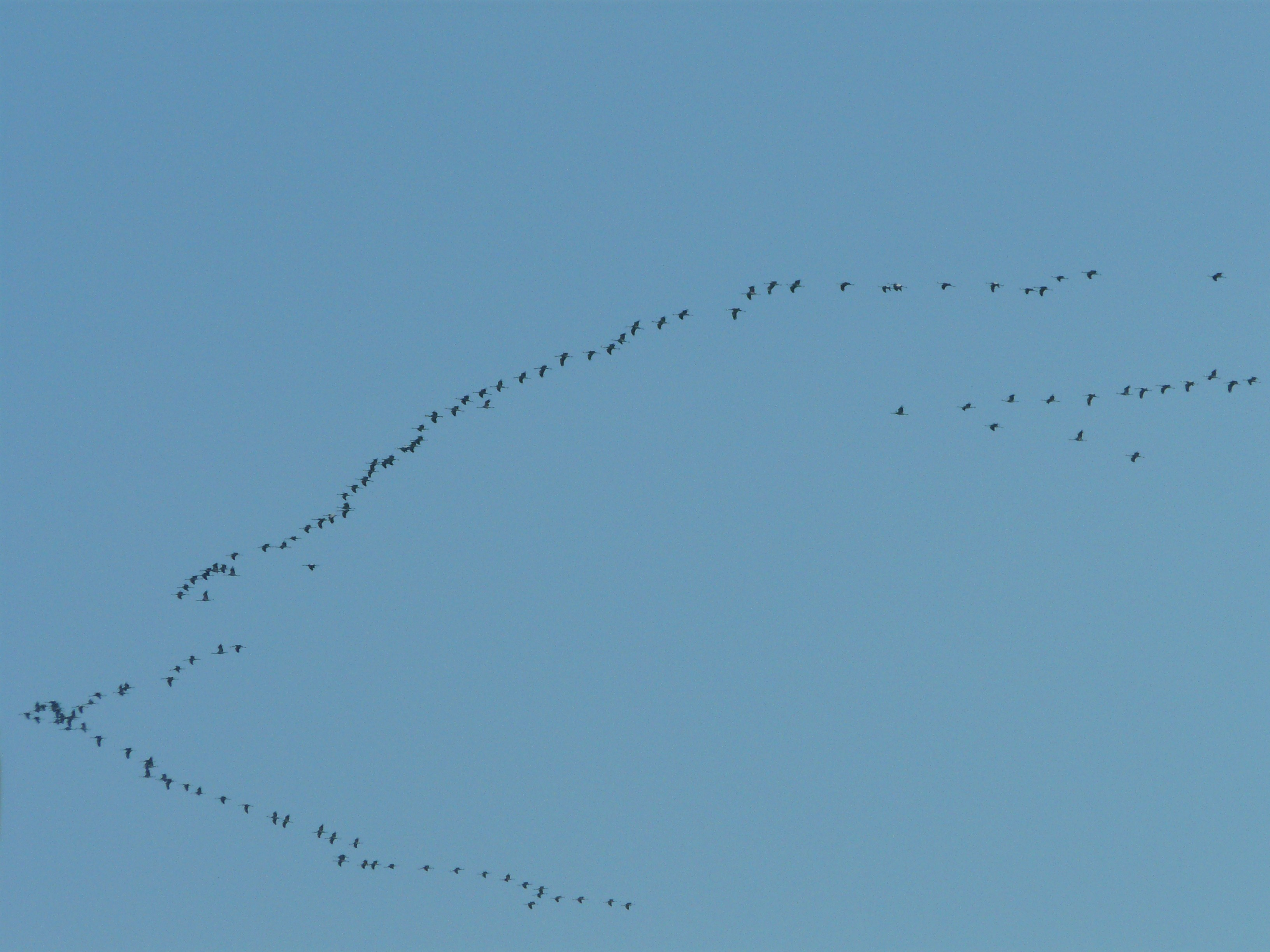
Grus grus durante la migrazione stagionale
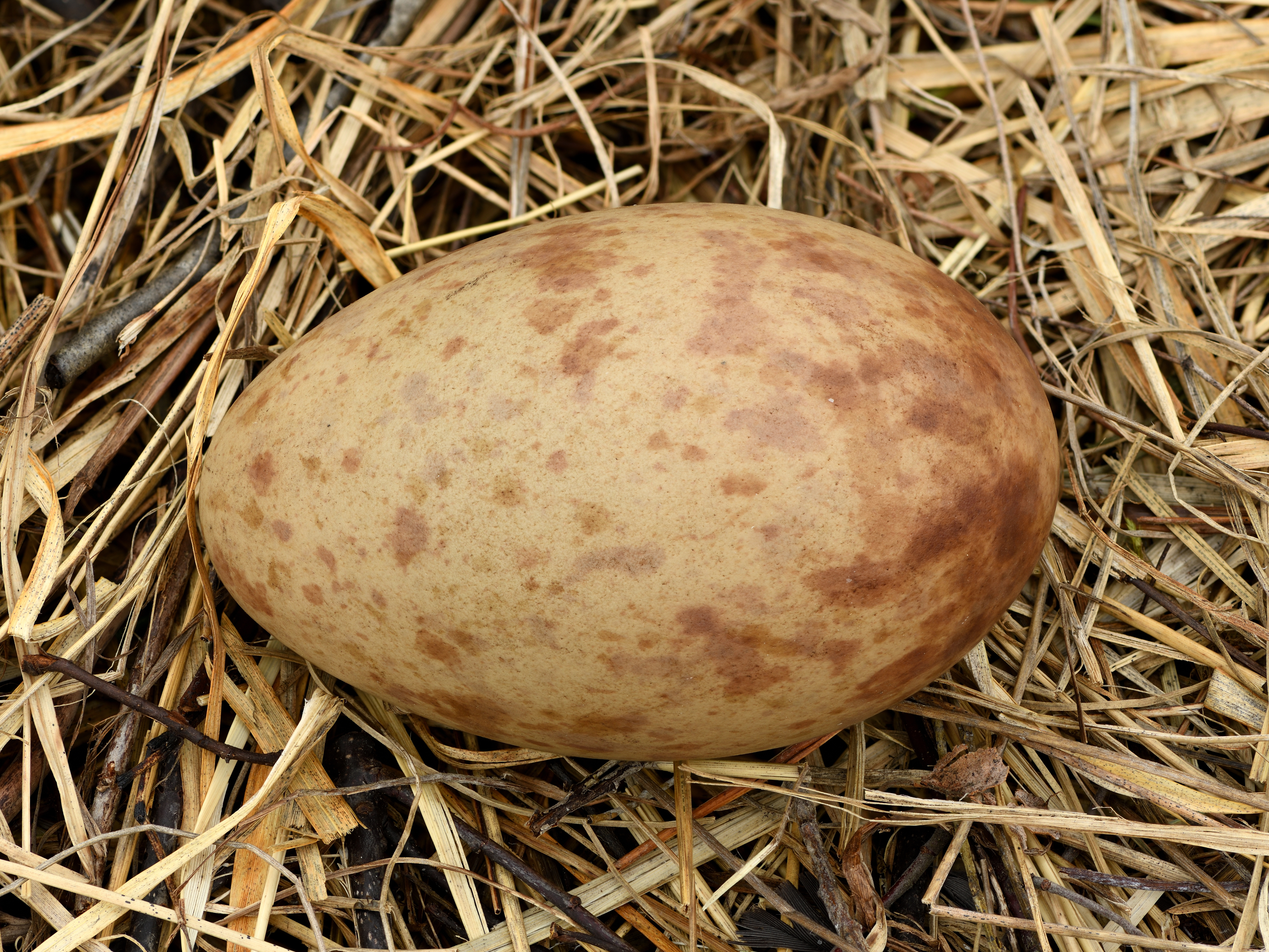
Uovo
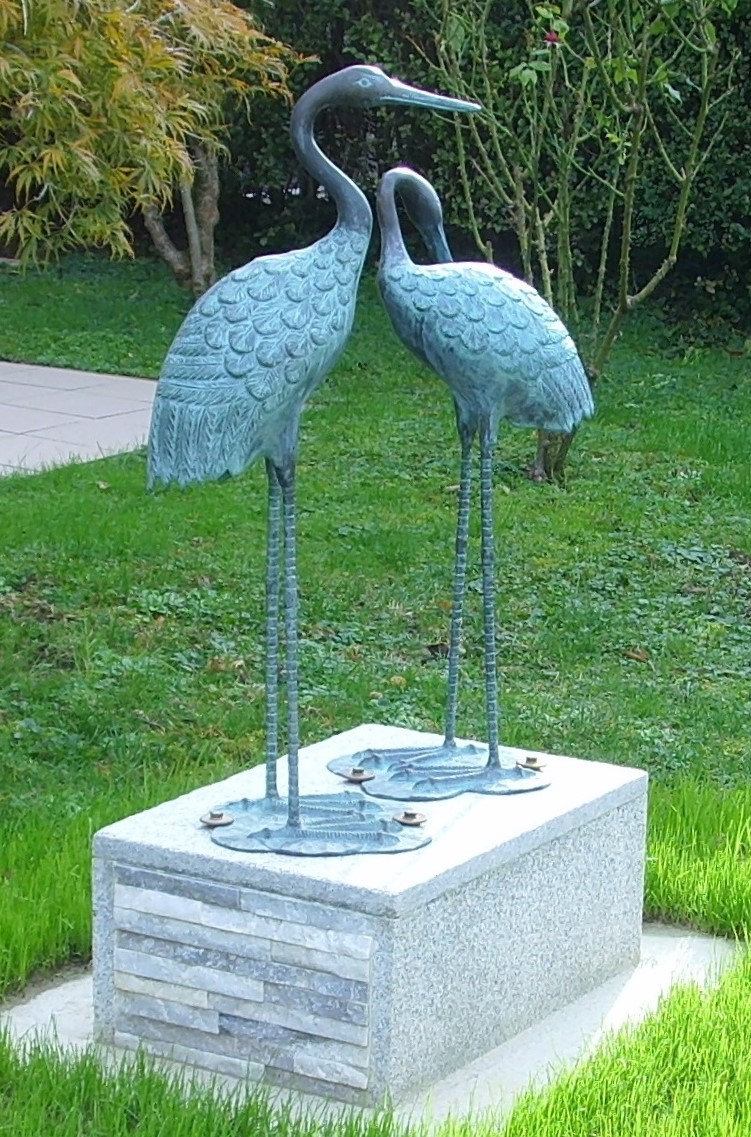
Statua in bronzo